# José Manuel Baca
José Manuel Baca (Santa Cruz de la Sierra, Imperio español; 10 de diciembre de 1790-Jitapaqui, Bolivia; 1854 o 1864), conocido también como Cañoto, fue un militar, monaguillo, cantautor y poeta rioplatense. Se destacó en la guerra de Independencia Argentina como caudillo en las luchas independentistas de la provincia de Santa Cruz de la Sierra (actual departamento de Bolivia). También participó en la guerra gaucha junto a Martín Miguel de Güemes en la provincia de Salta.

## Biografía
Sus padres fueron Pedro Pablo Baca y Manuela de Baca. Como los dos apellidos eran Baca, el decidió abreviar los dos apellidos en Baca. En la Cordillera de los Chiriguanos estudió gramática, letras y el idioma nativo de la región, allí también desarrolló su talento por la guitarra, las coplas y las poesías. Se le conoció con el apodo de «Cañoto».
Fue capellán de milicias en la misión y fuerte de Membiray, donde también sería monaguillo y ayudante del vicario José Andrés de Salvatierra. Fue protagonista de los levantamientos de Membiray y de Santa Cruz de la Sierra, en septiembre de 1810. El año 1813 se alistó en el provisional Ejército Cruceño de Ignacio Warnes y José Manuel Mercado el Colorao, que se conformaría oficialmente el 1814. Estuvo al mando del cuerpo de Cazadores de Caballería. Participó en las batallas de Florida y El Pari, en esta última batalla sería donde moriría el Warnes, que hasta el momento era el gobernador y comandante general de la provincia de Santa Cruz de la Sierra, un soldado realista degolló y se ordenó que su cabeza sea colocada en una pica en la plaza mayor, Baca junto al teniente Rivero y a Ana Barba, se organizaron para robar la cabeza de Warnes y sería enterrada en la casa de Ana Barba.
Después de la muerte de Warnes, el Ejército Cruceño quedaría bajo el mando del Colorao Mercado; Cañoto, para ayudar a la causa patriota, formó una fuerza de merodeadores, con los que fue artífice de innumerables conflictos con los realistas por sus escaramuzas.
Merodeando por el río Grande, volviendo luego a Santa Cruz de la Sierra junto a Mercado, para burlarse de los realistas y hacerles escaramuzas, estos lo persiguieron hasta que lo obligaron a huir nuevamente donde sufrieron muchas bajas, el teniente Baca junto a su contingente decidieron refugiarse en el sur, encontrando asilo entre los gauchos del general Martín Miguel de Güemes.
En 1821 combatió en las fuerzas gauchas de Güemes, quien le ratificó su grado de capitán, participando del denominado Día Grande de Jujuy. A la muerte de Güemes, José Manuel Baca retornó a su tierra natal y organizó un pelotón compuesto por héroes del Pari, hostigando a los realista con la táctica de guerra de guerrillas, teniendo nuevamente contacto directo con el Colorao Mercado, quien era comandante del Ejército Cruceño, acantonado en Cordillera, esto hasta 1825.
Participó de la toma definitiva de Santa Cruz de la Sierra, el 14 de febrero de 1825 comandada por el Colorao Mercado, que declaró la independencia de la corona de España al día siguiente, se conformó la gobernación nombrando a Mercado como gobernador-presidente y también se conformó el cabildo, transcurrido la semana, Mercado sería sustituido por Juan Manuel Arias. 
En todas estas acciones de resistencia, José Manuel Baca contó el apoyo de su esposa, doña Florita Mendoza, quien con uniforme militar y carabina en mano le acompañaba.
A inicios de marzo en ejército colombiano enviado por Antonio José de Sucre, ocupó la provincia de Santa Cruz de la Sierra, este destituyó al gobernador Arias, y posicionó al coronel José Videla Castillo como presidente y comandante militar. Videla no le había reconocido su grado militar, pero le ofreció el cargo administrador o gobernador de la ex misión chiquitana de San José. Este aceptó el 12 de julio de 1825, con lo que los nuevos mandantes lo apartaron de los acontecimientos políticos de su ciudad natal, sin apoyo alguno. Sin embargo en gestión en Chiquitos hasta 1828 sería ejemplar.
Tiempo después, José Manuel Baca Cañoto, decepcionado de todo y amargado, se retiró a vivir a un pequeño rancho que adquirió trabajosamente en Jitapaqui, donde se dedicó a la agricultura. Sería en Jitapaqui donde murió cansado y triste.
Se presume que falleció el 15 de septiembre de 1854, a los 64 años; aunque, también existe la posibilidad de que muriera en 1864, a los 74 años, esto por el documento encontrado por el investigador Enrique Rivero Coimbra, en el cual se evidencia que el prefecto Tristán Roca solicitó al Presidente del Concejo Municipal de San Miguel de Velasco información sobre la situación del militar cruceño: El 15 de mayo de 1864, Don Liberato Justiniano le responde: «Informo a V.S. que es mui notoria la suma indijencia en que está el ciudadano José Manuel Baca, i que por su edad vastante avansada es incapas de proporcionarse su subsistencia.  Sobre sus méritos sólo sabemos que ha servido en clase militar en tiempos de la Independencia…».
De este luchador también se heredaron sus poesías y composiciones musicales, era famoso también por cantar canciones en las que echaba a los realistas. De él quedan una veintena de poesías y dos composiciones musicales.
En 1976 se erigió una estatua con su figura en Santa Cruz de la Sierra en una avenida llamada «Cañoto». El 28 de octubre de 2003, mediante Resolución Camaral del Senado de Bolivia, en la Presidencia de Hormando Vaca Díez, se le otorgó ascenso a “coronel” por encargo de la Sociedad de Estudios Geográficos e Históricos de Santa Cruz.
El proyecto de ley por el cual fue nombrado coronel fue presentado al pleno camaral por el diputado Javier Zavaleta López, presidente de la comisión de Defensa y Fuerzas Armadas de la Cámara de Diputados.